# Morti nel 1674
| Questa pagina contiene informazioni ricavate automaticamente dalle voci biografiche con l'ausilio del template Bio e di un bot. L'aggiornamento è periodico e automatico e ricostruisce completamente la pagina. Se manca una persona in questa lista, sei pregato di non aggiungerla, ma accertati piuttosto che la sua voce biografica contenga il template Bio e che i dati anagrafici siano correttamente compilati. Se il template Bio manca, inseriscilo tu stesso o, in alternativa, metti l'avviso {{tmp\|Bio}} che ne segnala la mancanza. Se i dati riportati sono sbagliati, correggi direttamente la voce biografica; le modifiche saranno visibili in questa lista entro pochi giorni. Per chiarimenti vedi il progetto biografie. La lista contiene solo le 93 persone che sono citate nell'enciclopedia e per le quali è stato implementato correttamente il template Bio. Pagina aggiornata al 18 lug 2025. |

## Gennaio(7)
- 3 gennaio - Claude Maltret, gesuita, grecista e teologo francese (n. 1621)
- 5 gennaio - Ebba Brahe, nobile svedese (n. 1596)
- 8 gennaio - Justus van Egmont, pittore fiammingo (n. 1601)
- 12 gennaio - Giacomo Carissimi, compositore italiano (n. 1605)
- 21 gennaio - Cornelis Bisschop, pittore olandese (n. 1630)
- 21 gennaio - Henri de La Trémoille, generale francese (n. 1598)
- 27 gennaio - Sybrand van Beest, pittore e disegnatore olandese (n. 1610)

## Febbraio(7)
- 3 febbraio - Ulysses von Salis, militare e politico svizzero (n. 1594)
- 6 febbraio - Orazio Ricasoli Rucellai, letterato, filosofo e scienziato italiano (n. 1604)
- 10 febbraio - Leonard Bramer, pittore e disegnatore olandese (n. 1596)
- 15 febbraio - Nicolò Mascardi, gesuita, missionario e esploratore italiano (n. 1624)
- 22 febbraio - Jean Chapelain, poeta e critico letterario francese (n. 1595)
- 24 febbraio - Matthias Weckmann, organista e compositore tedesco
- 25 febbraio - Stefano De Mari, doge (n. 1593)

## Marzo(6)
- 6 marzo - Giovan Paolo Schor, pittore, scenografo e architetto austriaco (n. 1615)
- 7 marzo - Charles Sorel, scrittore francese (n. 1602)
- 13 marzo - Giacomo Antonio Fancelli, scultore italiano (n. 1606)
- 19 marzo - Vincenzo Manenti, pittore italiano (n. 1600)
- 23 marzo - Henry Cromwell, militare e rivoluzionario inglese (n. 1628)
- 24 marzo - Giuseppe Campanile, genealogista italiano

## Aprile(6)
- 3 aprile - Gaspar Roomer, mercante e mecenate olandese
- 5 aprile - Giorgio Federico di Nassau-Siegen, nobile e militare tedesco (n. 1606)
- 18 aprile - John Graunt, statistico britannico (n. 1620)
- 22 aprile - Hans Ludwig Engel, avvocato austriaco (n. 1630)
- 23 aprile - Francesco Angelo Dessì, avvocato, giurista e politico spagnolo (n. 1600)
- 29 aprile - Pietro Martire Rusca, vescovo cattolico, filosofo e scrittore italiano (n. 1615)

## Giugno(5)
- 8 giugno - Jan Lievens, pittore olandese (n. 1607)
- 13 giugno - Louis Boullogne, pittore e incisore francese (n. 1609)
- 14 giugno - Marin Le Roy de Gomberville, poeta e romanziere francese (n. 1600)
- 14 giugno - Benito Sánchez de Herrera, vescovo cattolico e teologo spagnolo (n. 1598)
- 25 giugno - Maurizia Eleonora del Portogallo, nobildonna portoghese (n. 1609)

## Luglio(5)
- 2 luglio - Eberardo III di Württemberg, duca (n. 1614)
- 3 luglio - Ferdinando van den Eynde, I marchese di Castelnuovo, nobile, mercante e collezionista d'arte italiano (n. 1626)
- 14 luglio - Pelham Humphreys, compositore inglese (n. 1647)
- 24 luglio - Giuseppe Zongo Ondedei, vescovo cattolico italiano (n. 1608)
- 30 luglio - Karel Škréta, pittore ceco (n. 1610)

## Agosto(3)
- 7 agosto - Pieter van Ruijven, mecenate olandese (n. 1624)
- 12 agosto - Philippe de Champaigne, pittore francese (n. 1602)
- 12 agosto - Lasse Lucidor, poeta svedese (n. 1638)

## Settembre(10)
- 1º settembre - Augusta Maddalena d'Assia-Darmstadt, poetessa tedesca (n. 1657)
- 3 settembre - Pieter Boel, pittore fiammingo (n. 1622)
- 10 settembre - Ermanno Egon di Fürstenberg, nobile tedesco (n. 1627)
- 12 settembre - Nicolaes Tulp, medico e politico olandese (n. 1593)
- 17 settembre - Pio Enea II Obizzi, librettista italiano (n. 1592)
- 18 settembre - Gabriel Cossart, storico e religioso francese (n. 1615)
- 23 settembre - Bartolomeo III Arese, politico, militare e magistrato italiano (n. 1590)
- 26 settembre - Ottavio Acquaviva d'Aragona, cardinale italiano (n. 1609)
- 27 settembre - Robert Arnauld d'Andilly, politico, poeta e scrittore francese (n. 1589)
- 29 settembre - Gerbrand van den Eeckhout, pittore olandese (n. 1621)

## Ottobre(5)
- 13 ottobre - Mattia Carneri, scultore e architetto italiano (n. 1592)
- 15 ottobre - Robert Herrick, poeta inglese (n. 1591)
- 24 ottobre - Diego Zapata de Mendoza y Sidonia, politico e nobile spagnolo (n. 1613)
- 27 ottobre - Hallgrímur Pétursson, poeta islandese (n. 1614)
- 28 ottobre - Giovanni Bona, cardinale e letterato italiano (n. 1609)

## Novembre(6)
- 8 novembre - John Milton, scrittore, poeta e filosofo inglese (n. 1608)
- 9 novembre - Cristina Federica di Württemberg, nobile (n. 1644)
- 14 novembre - Giovanni Battista Ferrini, organista, clavicembalista e compositore italiano
- 18 novembre - Charles Lalemant, gesuita francese (n. 1587)
- 27 novembre - Louis de Rohan, nobile francese (n. 1635)
- 27 novembre - Franciscus Van den Enden, gesuita, medico e poeta fiammingo (n. 1602)

## Dicembre(7)
- 3 dicembre - Caspar Gras, scultore austriaco (n. 1585)
- 7 dicembre - Carlo Emilio di Brandeburgo, principe (n. 1655)
- 9 dicembre - Edward Hyde, I conte di Clarendon, storico e politico inglese (n. 1609)
- 12 dicembre - Francesco Marino I Caracciolo, militare e principe italiano (n. 1631)
- 17 dicembre - Filippo Francesco d'Arenberg, nobile e militare belga (n. 1625)
- 19 dicembre - Marcello Santacroce, cardinale e vescovo cattolico italiano (n. 1619)
- 26 dicembre - Vincent Contenson, teologo e predicatore francese (n. 1641)

## Senza giorno specificato(26)
- Gabriel Adarzo de Santander, arcivescovo cattolico spagnolo (n. 1596)
- Charles Audran, incisore francese (n. 1594)
- Gottfried Behm, astronomo e matematico tedesco (n. 1636)
- Petar Bogdan, storico bulgaro (n. 1601)
- Atike Sultan, principessa ottomana
- Francesco Caldei, pittore italiano
- Chöying Dorje, monaco buddhista tibetano (n. 1604)
- Robert Douglas, religioso scozzese (n. 1594)
- Gaspar van Eyck, pittore fiammingo (n. 1613)
- Thomas Ford, teologo e religioso inglese (n. 1598)
- Pieter de Jode il Giovane, incisore, editore e mercante d'arte fiammingo (n. 1606)
- Samuel Knibb, orologiaio britannico (n. 1625)
- Guy Michel Le Jay, biblista e giurista francese (n. 1588)
- Johannes Lingelbach, pittore e incisore olandese (n. 1622)
- Giovanni Battista Lomellini, doge (n. 1594)
- Giovanni Quagliata, pittore italiano (n. 1603)
- William Sheppard, giurista britannico (n. 1595)
- Giuseppe Silos, religioso e scrittore italiano (n. 1601)
- Thomas Traherne, poeta, teologo e scrittore inglese
- Matteo Vecchiazzani, storico italiano (n. 1568)
- Antoine Vitré, tipografo francese (n. 1595)
- Thomas Willett, mercante e politico inglese
- Jacob de Witt, politico olandese (n. 1589)
- Florido de Silvestris, editore, cantore e compositore italiano
- Luis de Ulloa y Pereira, scrittore e poeta spagnolo (n. 1584)
- Jan van den Eynde, mercante, banchiere e collezionista d'arte fiammingo